# Asplenium hypomelas
Asplenium hypomelas är en svartbräkenväxtart som beskrevs av Oskar Kuhn. Asplenium hypomelas ingår i släktet Asplenium och familjen Aspleniaceae. Inga underarter finns listade.